# Achondroplasie
 Mise en garde médicale
L'achondroplasie est une maladie constitutionnelle de l'os donnant un nanisme avec raccourcissement surtout de la racine des membres et un visage caractéristique. Si les capacités cognitives ne sont en règle générale pas affectées, il ne faut pas négliger certaines difficultés d'apprentissage ou la possibilité d'hydrocéphalie.
C'est le cas le plus fréquent des nanismes d'origine génétique. Il est dû à une mutation se produisant au moment de la gamétogenèse (substitution de la glycine à l’arginine dans la protéine du récepteur 3 du facteur de croissance des fibroblastes (FGFR3) (p.Gly380Arg), ce qui entraîne une altération de la formation osseuse endochondrale (Hoover-Fong et al., 2020).
- Etymologie : le terme est constituée des deux radicaux chondro, du grec ancien Kondros χόνδρος (Cartilage) et plasie, du grec ancien Plasis πλάσις (modeler, façonner), précédés du préfixe A- privatif (absence, carence).

## Description
L'achondroplasie est la forme la plus commune de nanisme et de dysplasie du squelette. 
L'achondroplasie est caractérisée par un nanisme par atteinte dite rhizomélique (touchant la racine des membres), avec humérus (épaule, bras) et fémur (hanche, cuisse) plus courts relativement que l'extrémité du membre (avant-bras, main/brachydactylie et jambe, pied), avec une lordose lombaire exagérée. La croissance des os du visage est également perturbée, avec une macrocéphalie, un bombement du front, une hypoplasie de la partie moyenne de la face.
Chez le nouveau-né, le diagnostic est souvent porté, même si près d'un cinquième des personnes atteintes ne sont reconnues que plus tardivement.
Chez l'enfant, on observe souvent une hyperlaxité ligamentaire (sauf au niveau des coudes), parfois combinée à une hypotonie. Cette laxité anormale est encore mal comprise. Elle pourrait être due à des ligaments hyperextensibles et/ou à des éléments défectueux du tissu conjonctif. Cette hyperlaxité tend à diminuer à l'âge adulte, mais, chez l'enfant et l'adolescent, elle peut peut prédisposer à des troubles musculo-squelettiques et parfois à des complications plus graves.
Les personnes atteintes, à l'âge adulte, mesurent entre 120 et 130 centimètres pour les femmes et 125 à 135 centimètres pour les hommes. Le raccourcissement des membres est surtout marqué au niveau des humérus et des fémurs. La main est normale mais en extension, elle prend un aspect en trident. Il existe souvent une limitation de l’extension de l’avant-bras sur le bras.
L'examen radiologique des os y montre des anomalies caractéristiques.

## Cause
La maladie est due à une mutation du gène FGFR3 situé au niveau du locus 4p16.3 du chromosome 4. Ce gène est responsable de la synthèse du récepteur des facteurs de croissance des fibroblastes. La mutation augmenterait l'activité du récepteur du facteur de croissance des fibroblastes dans un certain nombre de tissus. Dans le cartilage, ce récepteur a un rôle inhibiteur sur la croissance et la différenciation des chondrocytes, cellules cartilagineuses ayant un rôle important dans la croissance osseuse.
La transmission est de type autosomique dominante : la forme homozygote (mutation chez les deux chromosomes 4) est gravissime, en général létale. Si seul un parent est atteint, les enfants ont un risque sur deux d'être atteints.
Il existe deux types de mutations responsables de l’achondroplasie, toutes deux avec une pénétrance proche de 100 % (tout porteur de la mutation a le morphotype de la maladie). Une hypothèse, à confirmer, serait la présence d'un avantage sélectif pour les spermatozoïdes porteurs de la mutation.
Le fait que les parents de la plupart des enfants achondroplasiques ne sont pas atteints indique que cette mutation a presque toujours lieu lors de la gamétogénèse. Dès 1955 une étude avait constaté qu'un âge parental supérieur à 35 ans, augmentait le risque d'apparition de cette mutation. Une autre étude suggère que ce risque augmente effectivement avec l'âge et que plus un donneur mâle est âgé, plus l'ADN transporté par ses spermatozoïdes est fragmenté. Le gène impliqué dans l'achondroplasie est notamment plus souvent et de plus en plus lésé avec l'âge du donneur, avec en moyenne une augmentation de 2 % par année d'âge des mutations de ce gène. Le risque augmente aussi en raison de facteurs ethniques, environnementaux ou sociaux non encore élucidés (pour certaines anomalies, certaines populations produisent un sperme plus dégradé que d'autres).

## Incidence
Elle est comprise entre 1 sur 10 000 et 1 sur 30 000 naissances. D'autres études donnent une prévalence de 1,3 pour 100 000 naissances viables, atteignant de 3 à 6 cas pour 100 000 aux États-Unis.
L'achondroplasie est la maladie constitutionnelle de l'os la moins rare (250 000 cas dans le monde)

## Évolution

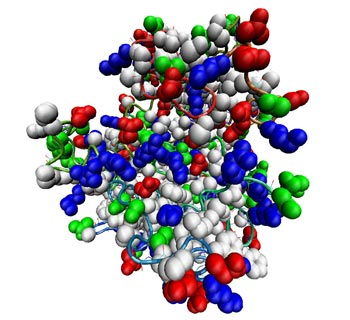
Gène porté par le spermatozoïde et codant le récepteur du facteur de croissance des fibroblastes 3 (FGFR 3). Ses mutations augmentent avec l'âge des parents et sont corrélées au risque d'achondroplasie ou de nanisme. Le taux de spermatozoïde portant la mutation augmente de 2 % pour chaque année d'âge.

Il existe un risque d'hydrocéphalie par inadaptation de la taille du rachis. Elle est alors traitée par la mise en place d'une dérivation du liquide céphalo-rachidien dans près de 10 % des enfants achondroplasiques.
De même, il peut exister une compression de la moelle épinière cervicale pouvant nécessiter une intervention de décompression. Le risque principal chez l’adulte est la compression de la moelle épinière (cône terminal en L2) et surtout des racines au niveau lombaire de la colonne vertébrale, nécessitant une intervention chirurgicale de décompression.
Du fait des déformations crâniennes, les otites sont fréquentes, souvent chroniques, ainsi que des problèmes d'élocution. De même, les problèmes d'orthodontie ne sont pas rares du fait de la taille réduite de la mâchoire.
L'apnée du sommeil atteint un individu sur six. Une courbure exagérée du tibia se voit dans près de la moitié des cas chez l'adulte.
Il existe une augmentation des morts subites, particulièrement, chez le jeune enfant.

## Diagnostic
Il est fait le plus souvent sur des caractéristiques morphologiques du patient. Rarement, l'identification de la mutation est nécessaire (en particulier lors d'une suspicion d'atteinte fœtale).

### Diagnostic et suivi anténataux
Les fœtus à risque sont ceux dont l'échographie au troisième trimestre font évoquer une atteinte, sans certitude. Le diagnostic anténatal est possible en suivant la croissance du fémur au cours du second trimestre (Patel MD et Filly RA., 1995). La détermination du type de mutation est indispensable pour faire le diagnostic anténatal par prélèvement de trophoblaste.
À la suite de l’échographie vers les semaines 21-23, la mesure des longs os du fœtus permet d'établir que les risques de développement de cette maladie seront faibles.

### Naissance et après
L'achondroplasie est reconnue ou reconnaissable à la naissance sur l'aspect physique :
- le bébé a les membres courts et une grosse tête, surtout disproportionnée ;
- la longueur du tronc est normale ;
- les traits du visage montrent un aplatissement de l'ensellure nasale, une saillie du maxillaire inférieur ou mandibule et un front large ;
- les mains présentent un espace entre médius et annulaire : main « en trident » ;
- une rétraction des coudes en flexion (flessum) et une luxation de la tête radiale sont parfois notées ;
- les membres inférieurs peuvent être incurvés (« arqués ») ;
- les muscles paraissent volumineux.

Chez un faible nombre de ces petits enfants, il y a risque de troubles respiratoires par compression de la trachée ou d’origine centrale.

## Diagnostic différentiel
- Hypochondroplasie sévère
- Chondrodysplasie métaphysaire type MacKusick
- Pseudoachondroplasie

## Traitements
Le traitement de la petite taille fait l'objet de controverses. L'achondroplasie a connu, surtout en Europe, un certain enthousiasme, le recours à la méthode dite d'Ilizarov, d'allongement progressif des membres inférieurs chez l'enfant ou l'adolescent,. On peut aussi s'interroger sur le retentissement lombaire chez l'adulte (sténose) des allongements de membres obtenus chez l'enfant.
Le recours à l'hormone de croissance recombinante a fait l'objet d'études et a des effets peu prononcés chez quelques patients,,,, mais il s'avère que l'hormone de croissance humaine est peu efficace. L'hormone de croissance produite auparavant par extraction d'hypophyses de cadavres a causé un certain nombre de contaminations par le prion, occasionnant certains cas de maladie de Creutzfeldt-Jakob mortelle (117 décès en France, au 14 janvier 2009).
Les voies de recherche concernent avant tout l'inhibition du récepteur FGFR3, soit de manière directe, soit en jouant sur les systèmes activateurs ou inhibiteurs en aval de ce récepteur. Une autre voie est l'utilisation d'analogue du facteur natriurétique de type C, permettant d'obtenir une augmentation de la taille.

## Divers
Plusieurs sculptures de la terrasse des éléphants à Angkor Thom représenteraient des nains achondroplasiques.
Les acteurs Paul Cagelet (Canadien), Peter Dinklage, Verne Troyer (Américains) et Mimie Mathy (Française) en sont atteints, ainsi que la plus petite femme au monde, l'Indienne Jyoti Amge.
Parmi les sportifs, la nageuse britannique Ellie Simmonds, quadruple championne paralympique et plus jeune récipiendaire de l'ordre de l'Empire britannique et l'haltérophile français Axel Bourlon en sont atteints.